# Moschusspitzmaus
Die Moschusspitzmaus, auch Asiatische Hausspitzmaus genannt (Suncus murinus), ist eine Spitzmausart aus der Gattung der Dickschwanzspitzmäuse (Suncus). Sie zählt zu den größten und weitestverbreiteten Spitzmäusen.

## Merkmale
Mit einer Kopf-Rumpf-Länge von 11,9 bis 14,7 Zentimetern und einem Gewicht von über 100 Gramm zählt die Moschusspitzmaus zu den größten Spitzmausarten. Der Schwanz erreicht eine Länge von 6 bis 8,5 Zentimetern und der Hinterfuß von 1,9 bis 2,2 Zentimetern. Das Fell besteht aus kurzen und dichten, asch-grauen Haaren, und die Rückenfärbung variiert von Schwarzgrau und Braungrau bis Blaugrau, die Bauchseite ist etwas heller. Auffallend ist der dicke Schwanz, der mit zahlreichen borstigen Haaren bedeckt ist. Die Schnauze ist lang mit vorwärtsweisenden, weichen Vibrissen. Die Ohren sind nackt und wirken auffällig zerknittert.
Von Borsten umstandene Duftdrüsen an den Flanken sondern insbesondere zur Paarungszeit ein stark nach Moschus riechendes Sekret ab.

## Verbreitung

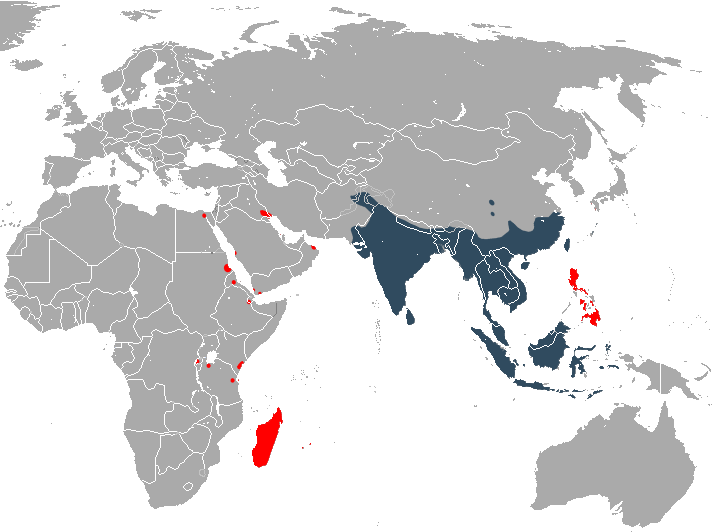
Verbreitungsgebiete der Moschusspitzmaus (rot eingezeichnet sind Gebiete, in denen die Art eingeführt wurde)

Moschusspitzmäuse lebten ursprünglich in der indomalayischen Region in Süd-, Ost- und Südostasien, wurden jedoch durch den Menschen in vielen weiteren Gebieten eingeführt. Heute lebt die Art außerdem im nördlichen und östlichen Afrika einschließlich Madagaskar, im Nahen Osten, auf bisher nicht bevölkerten Inseln der Philippinen und auf der Insel Guam.

## Lebensweise
Diese Tiere kommen sowohl in der Wildnis vor wie auch als Kulturfolger, sie finden sich entsprechend oft in der Nähe des Menschen. Die nahe den Menschen lebenden Tiere sind in Vorratshäusern und in landwirtschaftlich genutzten Flächen zu finden. In der Wildnis leben die Tiere in Lebensräumen mit spärlicher Vegetation in Gebüschen und Wäldern. Dabei bevorzugen sie feuchte Habitate im Bereich von Sümpfen und Teichen. Moschusspitzmäuse verbringen den Tag schlafend in Bauten oder Häusern und gehen in der Nacht auf Nahrungssuche. Sie sind Einzelgänger, die aggressiv auf Artgenossen reagieren, und kommunizieren mit hohen Zwitscher- und Summlauten.
Die Nahrung besteht vorwiegend aus Insekten wie Grillen, Schaben und Fliegen, sie nehmen als Allesfresser aber oft auch Brot, Mehl und andere menschliche Nahrungsmittel zu sich. Selten attackieren und erbeuten sie größere Tiere wie Frösche und Schlangen bis zu einer Länge von 46 Zentimetern.

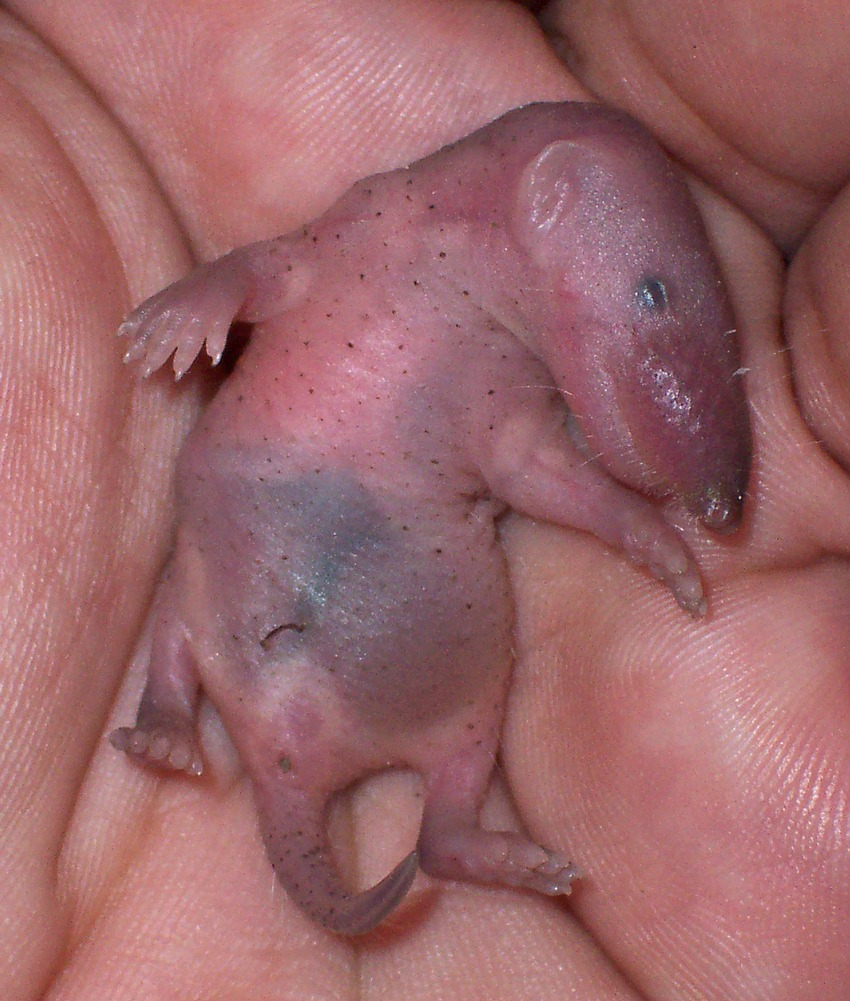
Jungtier der Moschusspitzmaus

Die Paarung kann das ganze Jahr über erfolgen, die Weibchen können zweimal pro Jahr trächtig werden. Im Süden Chinas gibt es zwei Brutzeiten im Jahr: eine vor dem Monsun im April bis Juni und eine zum Ende des Monsuns im August bis Oktober. Nach rund vierwöchiger Tragzeit kommen ein bis fünf, durchschnittlich drei bis vier Jungtiere zur Welt. Diese werden mit drei Wochen entwöhnt und bleiben danach weitere drei Wochen bei den Eltern; sie sind schon nach fünf Wochen ausgewachsen. Ihre Lebenserwartung beträgt 1,5 bis 2,5 Jahre.

## Systematik
Die Moschusspitzmaus wird als eigenständige Art innerhalb der Dickschwanzspitzmäuse (Gattung Suncus) eingeordnet. Die wissenschaftliche Erstbeschreibung stammt von Carl von Linné aus dem Jahr 1766.
Innerhalb der Art werden neben der Nominatform keine weiteren Unterarten unterschieden.
Einziger europäischer Halter ist ein Zoo in Pilsen, ehemalige deutsche Zoos als Halter sind Berlin, Leipzig und Kleve.

## Bedrohung und Schutz

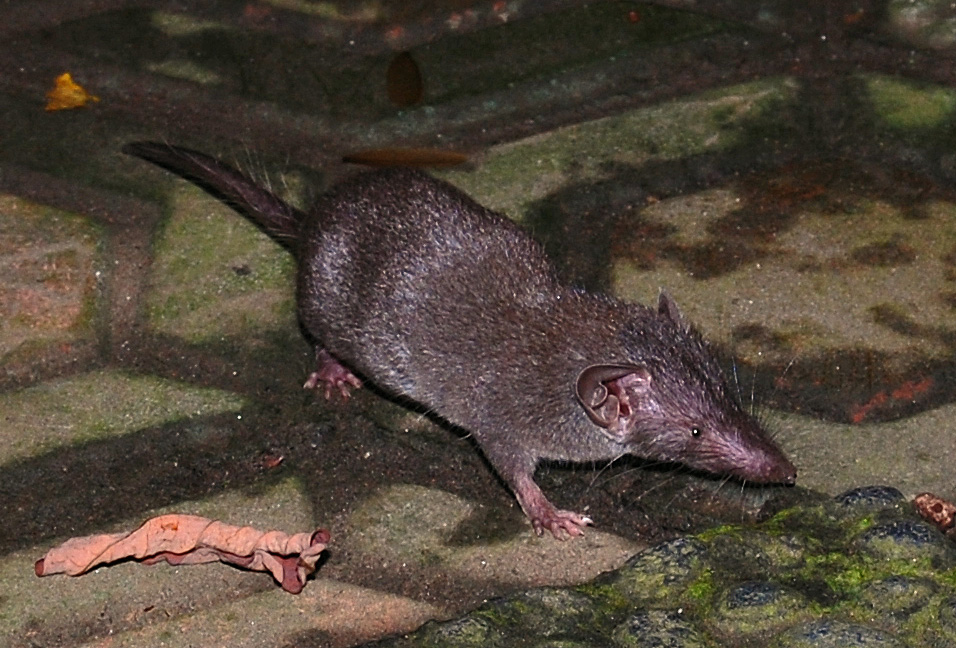
Moschusspitzmaus in Bogor, Indonesien

Die Art wird von der International Union for Conservation of Nature and Natural Resources (IUCN) aufgrund des großen Verbreitungsgebietes und der angenommenen großen Bestandszahlen als nicht gefährdet („least concern“) eingestuft. Sie kommt in mehreren Schutzgebieten vor und ist als Kommensale des Menschen bezüglich des Lebensraums sehr anpassungsfähig.

## Belege
1. 1 2 3 4 5 6  Robert S. Hoffmann, Darrin Lunde: Asian House Shrew. In: Andrew T. Smith, Yan Xie: A Guide to the Mammals of China. Princeton University Press, Princeton NJ 2008, ISBN 978-0-691-09984-2, S. 303.
2. 1 2 3  Suncus murinus in der Roten Liste gefährdeter Arten der IUCN 2012.2. Eingestellt von: R. Hutterer, S. Molur, L. Heaney, 2008. Abgerufen am 23. Mai 2013.
3. 1 2 3  Suncus murinus (Memento des Originals vom 10. November 2013 im Internet Archive)  Info: Der Archivlink wurde automatisch eingesetzt und noch nicht geprüft. Bitte prüfe Original- und Archivlink gemäß Anleitung und entferne dann diesen Hinweis.. In: Don E. Wilson, DeeAnn M. Reeder (Hrsg.): Mammal Species of the World. A taxonomic and geographic Reference. 2 Bände. 3. Auflage. Johns Hopkins University Press, Baltimore MD 2005, ISBN 0-8018-8221-4.
4. ↑   ZTL 11.6.